# Leonhard Stock
Leonhard Stock (* 14. března 1958, Zell am Ziller) byl rakouský alpský lyžař.
Vyhrál olympijský závod ve sjezdu na hrách v Lake Placid roku 1980. Z mistrovství světa má bronz z kombinace, z roku 1980. Ve světovém poháru vyhrál tři závody ve sjezdu, v sezóně 1978–79 byl celkově druhý. Závodní kariéru ukončil roku 1993. Poté si otevřel hotel a obchod s módou a sportovním zbožím v obci Finkenberg.